# Красное (Берестинский район)
Красное (укр. Красне) — село,
Красненский сельский совет,
Берестинский район,
Харьковская область, Украина.
Код КОАТУУ — 6323181301. Население по переписи 2001 года составляет 866 (418/448 м/ж) человек.
Является административным центром Красненского сельского совета, в который, кроме того, входят сёла
Калиновка,
Карабущино,
Краснянское и
посёлок Вольное.

## Географическое положение
Село Красное находится на расстоянии в 3 км от реки Богатая, примыкает к посёлку Вольное, на расстоянии в 3 км расположено село Калиновка, в 4-х км — пгт Кегичёвка.
Рядом с селом проходит железная дорога, станция Вольный.
По селу протекает пересыхающий ручей с запрудами.

## История
- 1920 — основано как село Червоноармейское.
- 1930 — переименовано в посёлок Красное.

## Экономика
- Машинно-тракторные мастерские.
- Агрофирма «Сады Украины».

## Объекты социальной сферы
- Спортивная площадка и стадион.

## Достопримечательности
- Братская могила советских воинов.